# لا ایگرا، بولیوی
لا ایگرا (به اسپانیایی: La Higuera) (به معنای درخت انجیر) یک روستای کوچک در شهرداری پوکارا (Pucará) است که در بخش سانتا کروز و در شهرستان وایگرانده (Vallegrande) کشور بولیوی قرار دارد.

این روستا دارای مساحت ۰٫۰۵۵ کیلومتر مربع و جمعیت ۱۱۹ (۲۰۰۱) نفر است.
معروفیت این روستا بخاطر حبس و اعدام انقلابی معروف، چه گوارا (Che Guevara) در سال ۱۹۶۷ در آن است.

## تاریخچه
در ۸ اکتبر ۱۹۶۷ چه گوارا انقلابی معروف آرژانتینی توسط ارتش بولیوی و تحت نظارت سیا (CIA) دستگیر در مدرسه متروکه‌ای در این روستا حبس شد و روز بعد در همان‌جا اعدام شد؛ و سپس برای نمایش و عکس‌برداری به شهرستان وایگرانده برده شد و پس از آن جسد وی به صورت مخفیانه در یک فرودگاه کوچک سوزانده شد.
در سال ۲۰۰۴ با گشایش جادهٔ روتا دل چه (Ruta del Che) امکان بازبینی ماجراهایی که چه گوارا در این منطقه داشته، برای دوستداران وی فراهم شده‌است.

## مکان توریستی
گردشگران از سرتاسر دنیا برای زیارت به روستای لا ایگرا می‌آیند. یک مهمانخانه فرانسوی در محل دفتر تلگراف آنزمان، جایی که مبارزان چریک در آخرین تلاش خود از آنجا تلاش کردند تا با دنیای بیرون ارتباط برقرار کنند قرار دارد. در همسایگی آنجا پزشکان کوبایی به رایگان به معالجه و درمان کشاورزان کم درآمد و فقیر می‌پردازند. در خانه‌های روستاییان تصویر چه گوارا بر دیوار است و بسیاری از مردم او را ارنستوی مقدس (به اسپانیایی: Santo Ernesto) می‌دانند.